# 1973 w polityce

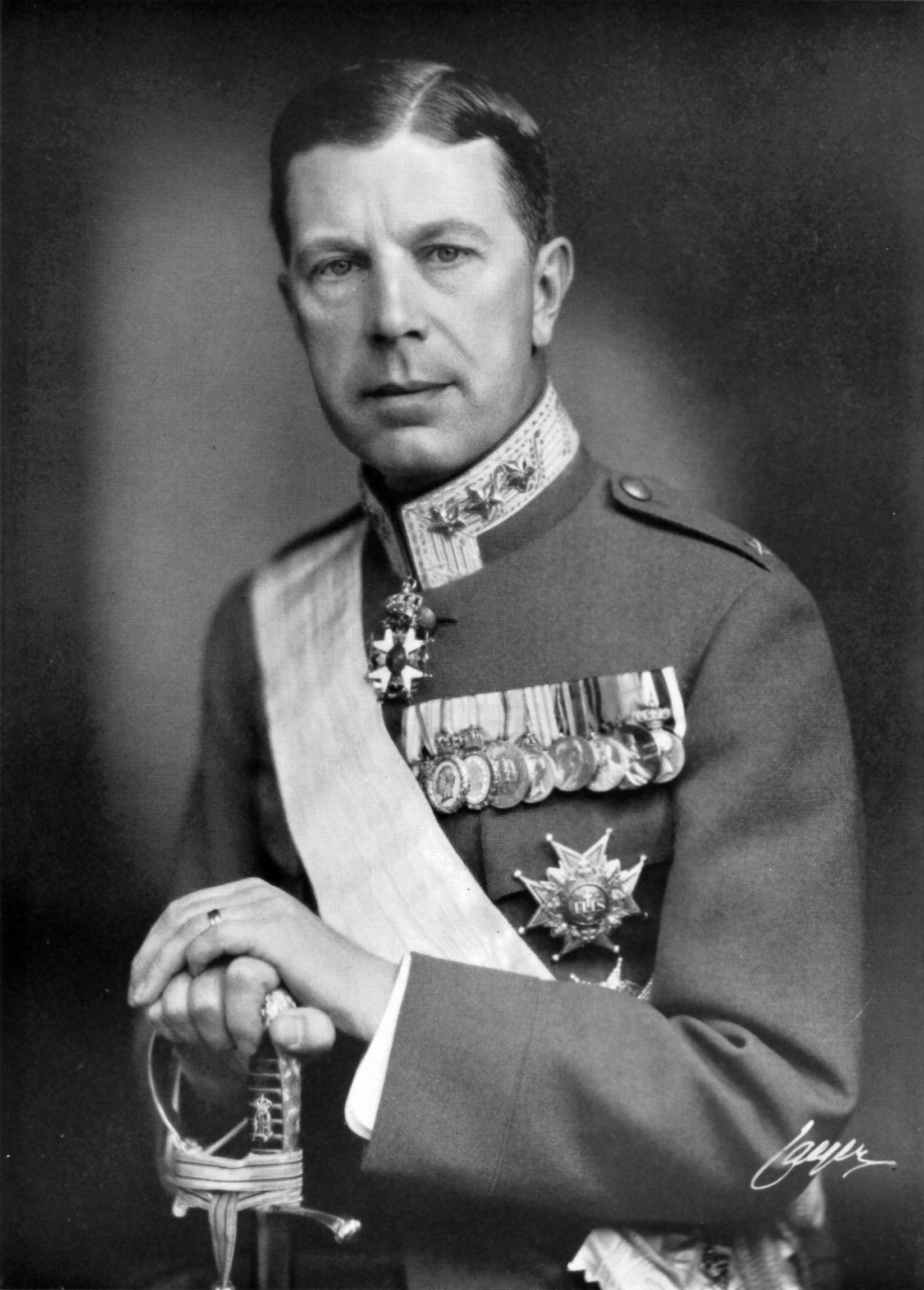
Gustaw VI Adolf

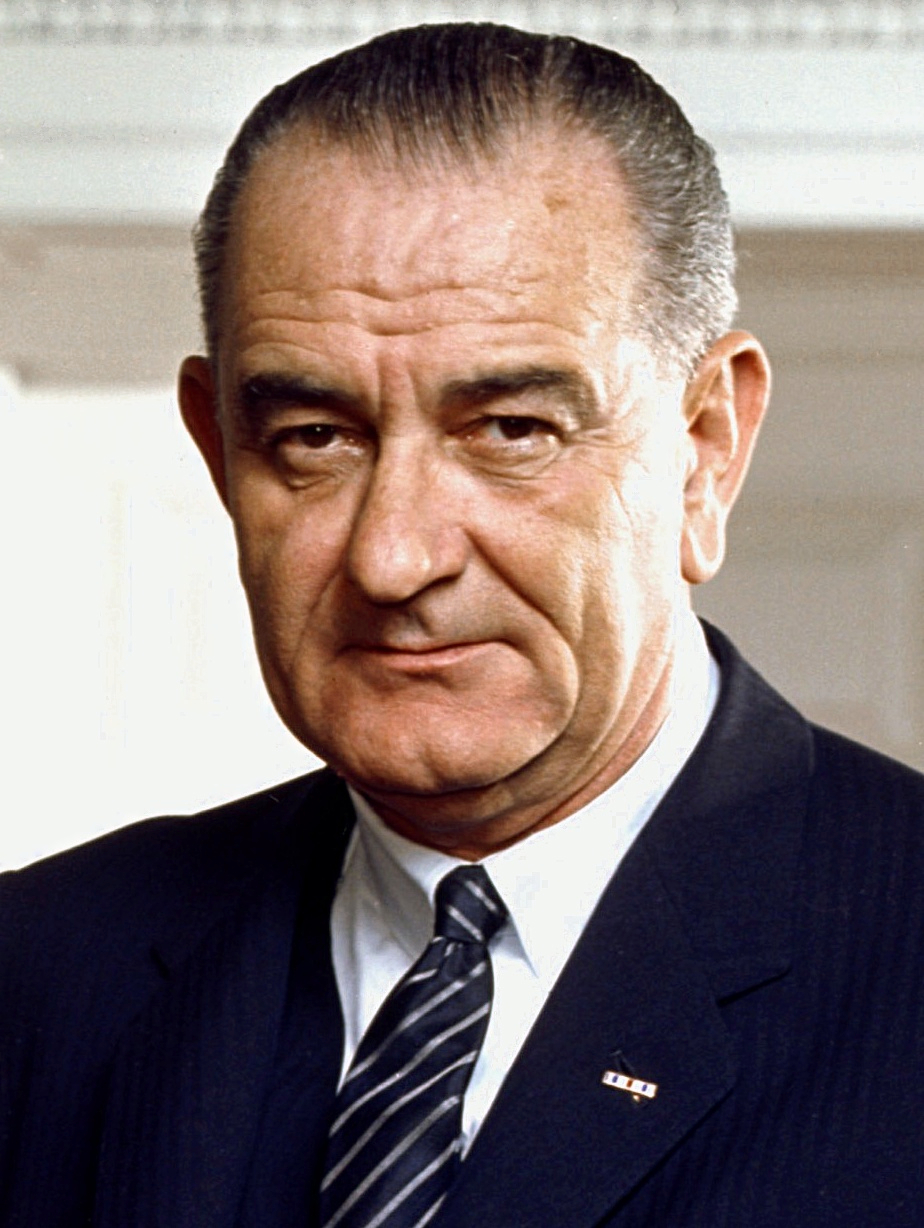
Lyndon B. Johnson

Wydarzenia polityczne w 1973 roku.

## Styczeń
- 1 stycznia – Wielka Brytania została członkiem Europejskiej Wspólnoty Gospodarczej[1].
- 8 stycznia – rozpoczął się proces sądowy osób oskarżonych o włamanie do siedziby komitetu Partii Demokratycznej w biurowcu Watergate[2].
- 15 stycznia – w Watykanie odbyła się wizyta premier Izraela Goldy Meir[3][4].
- 22 stycznia – zmarł Lyndon B. Johnson, prezydent Stanów Zjednoczonych[5].
- 27 stycznia – w Paryżu podpisano „porozumienie w sprawie zakończenia wojny i przywrócenia pokoju na terenie Wietnamu”[2].

## Luty
- 28 lutego – zmarł Józef Unrug, polski admirał[6].

## Maj
- 23 maja – Efraim Kacir został prezydentem Izraela[7].

## Sierpień
- 19 sierpnia – Grecja oficjalnie została republiką. Prezydentem został Jeorjos Papadopulos[2].

## Wrzesień
- 11 września – w wyniku zamachu stanu prezydentem Chile został Augusto Pinochet. Prezydent Salvador Allende zginął podczas bombardowania pałacu prezydenckiego[2].
- 15 września – zmarł Gustaw VI Adolf, król Szwecji[8].

## Październik
- 6 października – na teren Izraela wkroczyły wojska egipskie i syryjskie. Rozpoczęła się wojna Jom Kipur[2].
- Pokojową Nagrodę Nobla otrzymali Henry Kissinger i Lê Đức Thọ (który odmówił jej przyjęcia)[2].

## Grudzień
- 1 grudnia – zmarł Dawid Ben Gurion, premier Izraela[9].